# ステファン・チャルニェツキ
ステファン・チャルニェツキ（ポーランド語: Stefan Czarniecki [ˈstɛfan t͡ʂarˈɲɛt͡skʲi] ( 音声ファイル)、1599年 - 1665年2月16日）は、ポーランド・リトアニア共和国のシュラフタ（貴族）、軍人。小貴族から王冠領野戦ヘトマンを務めるマグナートにのし上がるという当時のポーランドでは稀な大出世を果たし、1664年7月22日にキエフのヴォイヴォダに、1665年1月2日に王冠領野戦ヘトマンに任命された。チャルニェツキはポーランドの国民的英雄とみなされ、現ポーランド国歌『ポーランドは未だ滅びず』の歌詞にも言及されている。
軍務の経歴ではフメリニツキーの乱、ロシア・ポーランド戦争、スウェーデン大洪水に参戦、特に対スウェーデン戦争においてゲリラ戦を活用したことがポーランドの勝因の1つとされる。

## 生涯

### 初期の経歴
ポーランド南部のヴウォシュチョヴァ（Włoszczowa）近くのチャルンツァ（Czarnca）でチャルニェツキ家の一員として生まれた。1599年という日付を決定的に証明する文献はなく、レシェク・ポトホロデツキ（Leszek Podhorodecki）やアダム・ケルステン（Adam Kersten）といった歴史学者は1599年としたが、歴史学者のズジスワフ・スピェラルスキ（Zdzisław Spieralski）は1604年とした。父のクシシュトフ・チャルニェツキは16世紀末から17世紀初にかけて戦争に何度か参戦した軍人であり、後にポーランド王妃コンスタンツェ・フォン・エスターライヒの廷臣になった。歴史学者のミロスワフ・ナギェルスキ（Mirosław Nagielski）はチャルニェツキ家がさほど裕福ではなく、ステファン・チャルニェツキのライフ・チャンスを制限したとしているものの、ポトホロデツキはチャルニェツキ家がいくつかの村と小さな町1つを所有しているとし、財産が少ないわけではないとした。しかし、クシシュトフ・チャルニェツキは9男1女（ステファンは六男）をもうけていたため、財産を分割した場合1人の取り分はかなり少ない。このような状況ではあるものの、クシシュトフは王妃の宮廷を取りいることで、その影響力を利用して息子たちを廷臣にし、出世を早めることができた。
ステファン・チャルニェツキの幼年期についてはほとんど知られていない。家族に彼を外国の大学へ送り出す資金がなかったため（クシシュトフの9人の息子のうち、大学に進学したのは1人だけだった）、ステファンはクラクフかサンドミェシュ（Sandomierz）でイエズス会の学校から中等教育を受けた後、早くから軍人としての道を歩み始めた。中等教育から卒業した後、ヤン王子（後のポーランド王ヤン2世カジミェシュ）の廷臣になった。ユサール部隊に入隊するのに必要な装備を購入する資金もなかったため、1621年春にトヴァジシュ（波: towarzysz; 下級の騎兵士官）としてリソフチツィ（Lisowczycy）傭兵隊に入隊した。18/22歳と若くして士官になったチャルニェツキは1621年のホティンの戦いに参戦した。この戦いでは共和国軍がオスマン帝国軍に勝利してポーランド・オスマン戦争を終結させた。リソフチツィ傭兵の残忍さに学んだのか、以降の戦闘でも勝利のために手段を選ばず、一般人への残虐行為も行った。
1623年に兄パヴェウ・チャルニェツキがヴォイスコ・クファルチャネ（Wojsko kwarciane）という正規軍の軽騎兵大尉に任命されると、パヴェウはステファンなど兄弟を自身の部隊に招いた。兄弟たちは王冠領野戦ヘトマンのスタニスワフ・コニェツポルスキの部下として1624年のマルティヌフの戦いなど対クリミア・ハン国の戦役に参加した。1625年、コサックによるジュマイロの乱の鎮圧に関わり、1626年から1629年にかけてはポーランド・スウェーデン戦争を戦った。ステファンの軽騎兵は偵察、陽動、敵地への襲撃などに使われた。兄のホロンギェフ（chorągiew）で従軍していたステファンだったが、1627年にホロンジィ（chorąży）に昇進した。同年8月6日から7日にかけて、グスタフ2世アドルフが間一髪で戦死を逃れたディルシャウの戦いに参加した。この時期、コニェツポルスキの用兵と敵軍であるスウェーデン軍、コサック、タタールを観察して軍事を学んだ。
ポーランド・スウェーデン戦争が終結すると、チャルニェツキは1630年にハプスブルク帝国軍に入隊、引き続きスウェーデン軍を相手に戦い、1631年のブライテンフェルトの戦いに参加した。1633年、再び共和国軍に入隊して、新王ヴワディスワフ4世の下で対ロシア・ツァーリ国のスモレンスク戦争（1632年 - 1634年）を戦い、外国人傭兵隊から西欧の戦術を学んだ。1633年12月、奇襲部隊を率いてロシア軍の後方を襲撃してロシア軍に恐怖をひろめつつ補給線を攪乱、ロシアの町コゼリスクに放火した。スモレンスク戦争での功績により王冠領野戦ヘトマンマルチン・カザノフスキ（Marcin Kazanowski）率いるコサック軽騎兵部隊のポルチュニク（波: porucznik; 中尉）に昇進、スモレンスク県のスタロドゥーブ近くで小領地を獲得した。
戦後、より名声の高いフサリア部隊に移り、おそらく国王軍の削減によりヴワディスワフ・ムィシュコフスキ（Władysław Myszkowski）、ついでスタニスワフ・ルボミルスキの私兵になった。1635年に後のヤン2世カジミェシュに軍事顧問としてウィーンまで同伴した可能性がある。1637年、ゾフィア・コビェジツカ（Zofia Kobierzycka）と結婚した。同年にパヴロ・パヴリウク率いるパヴリウクの乱の鎮圧に関わり、クメイキの戦いに参加、勝因となる騎兵突撃を率いた。同年には軍人代表としてワルシャワで開かれたセイム（議会）に派遣された。

### 対コサック戦争

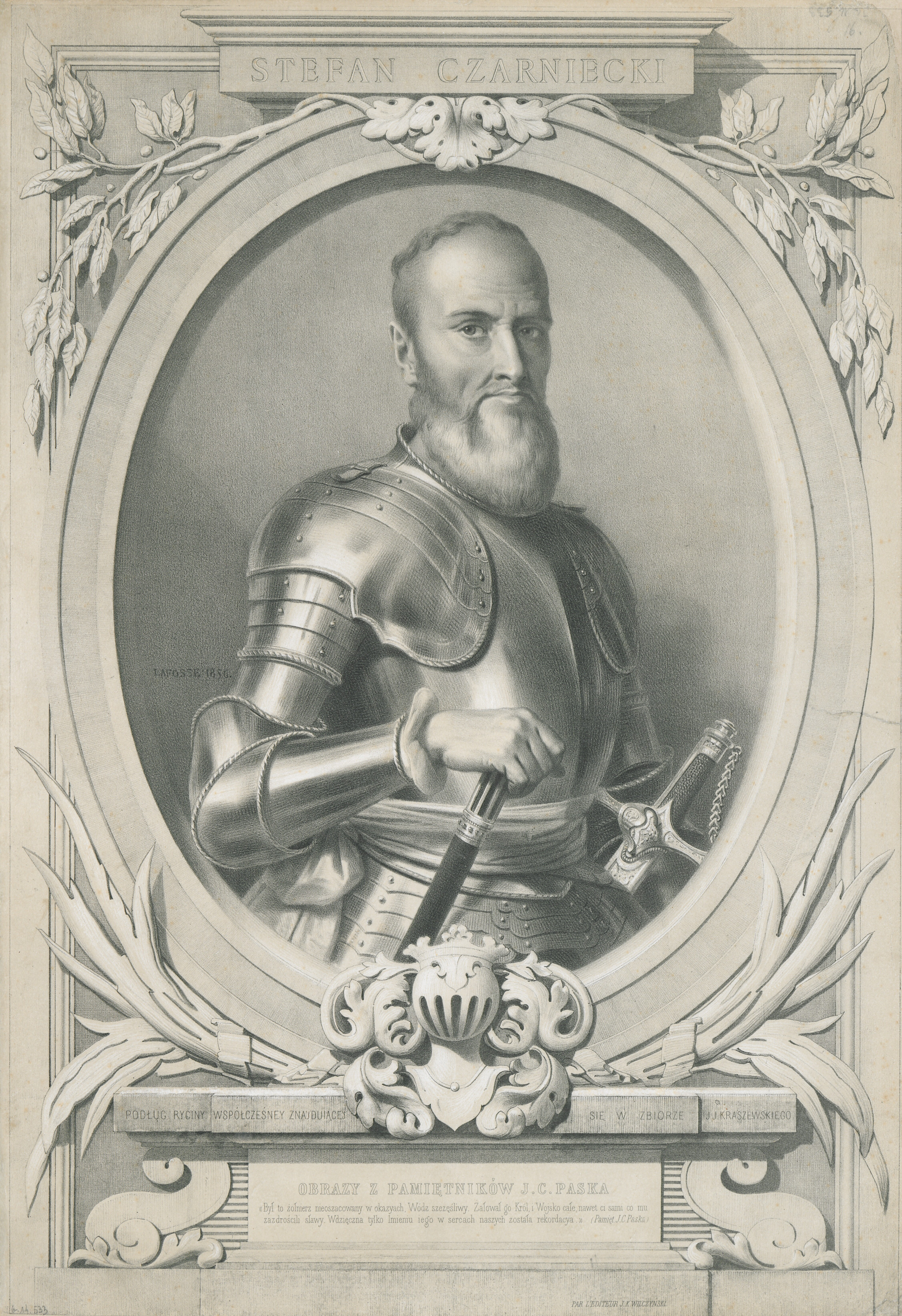
ステファン・チャルニェツキ

その後の数年間はIllńceに住み、多くの人々が敵意を持っていた南東部国境で軍務をつづけた。1644年、コニェツポルスキの部下としてオフマーチウの戦いに参戦、トハイ・ベイ率いるタタール軍に大勝した。コニェツポルスキの軍勢にはプウコヴニク（波: pułkownik; 大佐）が7人いたが、チャルニェツキはその1人として騎兵突撃で戦闘に決着をつけ、名声を大いに高めた。同年には自分の軽騎兵部隊を持つレギメンタシュ（regimentarz）になったが、フサリアではポルチュニクのままとなった。
続くフメリニツキーの乱にも参戦、1648年5月16日のジョーウチ・ヴォーディの戦いで多くのポーランド貴族と同じくボフダン・フメリニツキーの捕虜になったが、すぐに身代金が支払われて解放された。その後はコダック要塞の守備についたが、要塞が9月26日に降伏したことでチャルニェツキは再び捕虜になり、ズボーリウ条約が締結された後の1649年秋に解放された。以降大ヘトマンミコワイ・ポトツキのフサリアホロンギェフのポルチュニク、ポトツキの部下として軍事裁判官を務めるなどした後、新王ヤン2世カジミェシュに謁見した。1651年にはベレステーチコの戦いとビーラ・ツェールクヴァの戦いに参加した。チャルニェツキはサンドミェシュのホロンジィ（旗手）に叙され、1652年1月にはセイムへの軍人代表に選出された。ナギェルスキによると、チャルニェツキはセイムから戻ってくるとき、バティーフの戦いにおけるポーランド人捕虜の虐殺を目撃し、以降共和国の敵との妥協が難しいと考えるようになったという。一方、ポトホロデツキは歴史家のヴォイチェフ・ヤツェク・ドゥウゴウェンツキ（Wojciech Jacek Długołęcki）がチャルニェツキによる目撃を疑問視していることを挙げ、彼がバティーフにいた確固とした証拠はないと結論付けた。いずれにしても、虐殺は両軍の敵意と憎しみを増す結果になり、チャルニェツキはバティーフの戦い直後に書いた手紙でもし十分な軍事力があったら、ほとんどのルーシ人を生かさないだろうと述べた。
同1652年、チャルニェツキはヤン2世から領土とオボジヌィ（波: oboźny; 補給係）の職を授けられた。1653年、部隊を率いてウクライナのコサック領を荒らしまわったが、部隊自体も大きく消耗した。この戦役において、チャルニェツキは Monastyryska で負傷した。1654年にも制圧戦を続け、1655年1月にはオフマーチウの戦いに参戦した。1655年5月、チャルニェツキはヤン2世によってウクライナからワルシャワに呼び戻され、その経験を買われて対スウェーデン戦争の作戦会議に参加した。この時点でチャルニェツキの名声は大きく、セイムはたびたびウクライナ奪回の功績についてチャルニェツキに感謝する動議を議決、当時一時的に共和国と同盟していたオスマン帝国にすら尊敬された。1655年5月14日、キエフ城主に任命されたことでポーランド上院の一員になった。

### スウェーデン大洪水

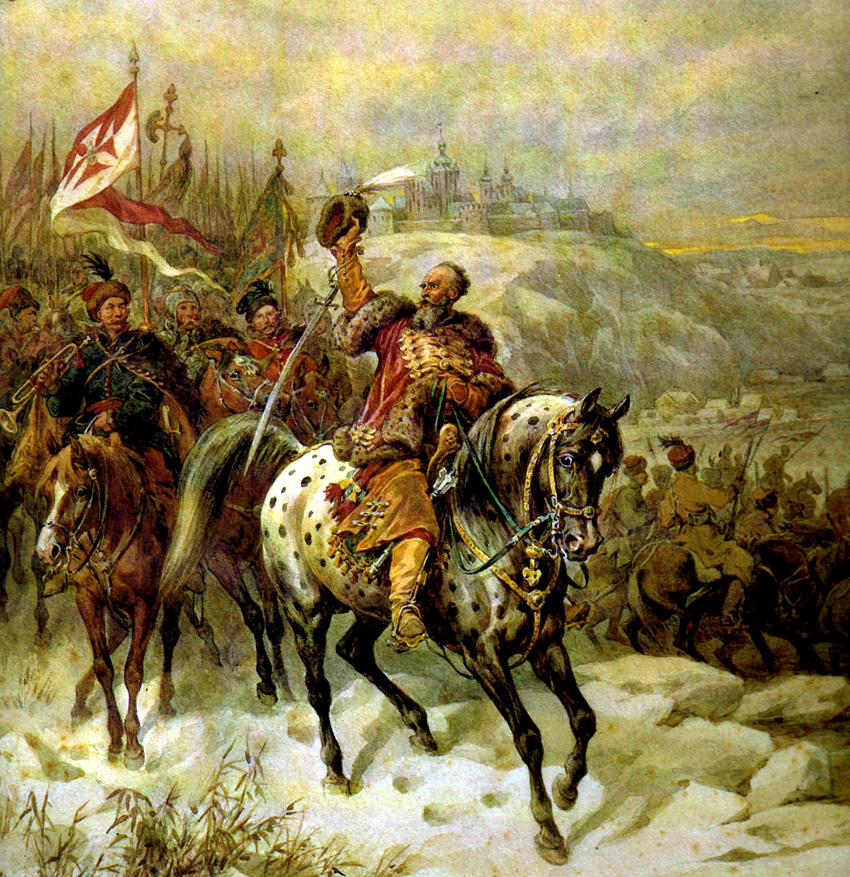
プウォツク近くにいるチャルニェツキ、ユリウシュ・コサック（Juliusz Kossak）作、19世紀。

1655年にスウェーデン王カール10世がポーランドに侵攻すると、チャルニェツキはクラクフ包囲戦で軍功を挙げたが、結局クラクフを明け渡して撤退することを余儀なくされた。上院議員の大半やヘトマンが一時的にスウェーデン側に寝返ったにもかかわらず、チャルニェツキはヤン2世を支持し続け、海外逃亡を余儀なくされて退位を検討していたヤン2世の大きな支えになり、ヤン2世はチャルニェツキを国王軍のレギメンタシュに任命するとともにさらなる領地を与えた。
ヘトマンたちはこの時点でヤン2世支持に戻ったが、チャルニェツキは彼らの反対を退けてスウェーデン軍にゲリラ戦を挑んだ。スウェーデン軍は機動的ですさまじい火力を有したが、チャルニェツキのゲリラ戦には弱かった。1656年2月中旬のゴウォンプの戦い では敗れたが4月のヴァルカの戦いに勝利、以降も情勢が大きく変わり続け、5月のクウェツコの戦いと6月のクツィニアの戦いでは2度も敗北した。しかしいずれも限定的な敗北であり、チャルニェツキは規律を保って撤退した。ほかにもヴィエルコポルスカでの対スウェーデン蜂起を扇動して大成功を収めた。7月のワルシャワの戦いはチャルニェツキの意見に反して戦われたものの、その後の戦略でなんとか敗北の影響を最小限に抑えた。チャルニェツキはヤン2世の支持があったにもかかわらず、旧来の貴族からは成り上がりとみられ、ヘトマン就任を反対されたため、チャルニェツキは翌年初にルテニア県のヴォイヴォダの職と「国王軍の将軍および副指揮官」という特別称号しか受けられず、非公式のヘトマンのような立場となった。王冠領野戦ヘトマンはチャルニェツキよりやや劣るものの優れた指揮官であるイェジ・セバスティアン・ルボミルスキ（ルボミルスキ家出身）が任命された。チャルニェツキはこの出来事について「私は塩や畑から始めたわけではなく、私を傷つけるものから始めた」と述べた。ルボミルスキ家は塩貿易と農業で財を成したのに対し、チャルニェツキは軍務から財を成したが、ヘトマン就任の決め手になるのは軍務ではなく、金銭と政治であることを風刺した言葉だった。
1657年、マギェルフの戦いでラーコーツィ・ジェルジ2世の軍勢を撃破した。1658年と1659年にはカール・グスタフ戦争でデンマーク軍に加勢、アルス島やコレン包囲戦で戦った。

### 晩年

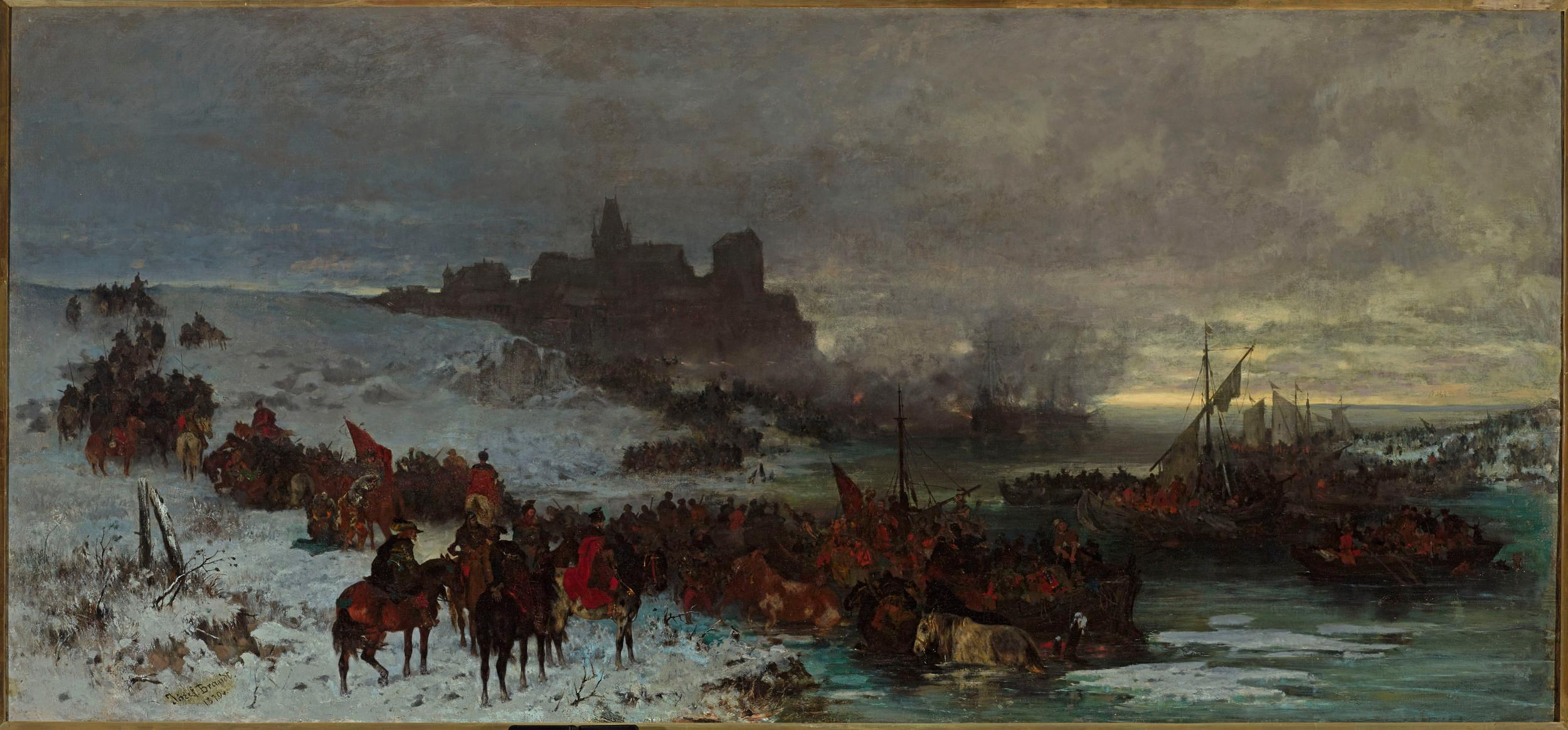
コレン包囲戦におけるチャルニェツキ、ユゼフ・ブラント作。

1660年にオリヴァ条約が締結されポーランドとスウェーデンが一旦和解すると、チャルニェツキは東部戦線で再燃した対露戦争に転じ、1660年から1661年にかけてのポウォンカの戦い、バシャ川の戦い、クシュリキの戦いで軍功を挙げた。しかし、この戦役がチャルニェツキの人気の最高潮となった。というのも、ヤン2世がウィウェンテ・レゲ（ラテン語: vivente rege; 国王自由選挙の伝統を経由せず、先代国王の存命中に継承者を決める制度）で大コンデを次期国王に指名するという不人気な計画を推し進めようとして、チャルニェツキに関与させたのであった。その結果、チャルニェツキは当時賃金支払いが行き届いておらず不満があった軍人からの支持を失い、ロシアがポウォンカの戦いでの捕虜解放に支払った身代金を着服したと批判された。1662年のセイムでは軍人代表の一部がチャルニェツキを制裁するよう要求したほどだった。
チャルニェツキは最後の戦役となる1664年末の戦役でフルーヒウ包囲戦を行ったが失敗に終わり、イヴァン・シルコ率いるコサック反乱が勃発したことで撤退を余儀なくされた。
1664年7月22日にキエフのヴォイヴォダに任命され、1665年1月2日には王冠領野戦ヘトマンに任命された。しかし、チャルニェツキはヘトマン任命の報せが届く前にリシャンカで負傷した。ヤン2世は追放したばかりのイェジ・セバスティアン・ルボミルスキがロコシュ（rokosz）を起こす（強訴する）ことを恐れてチャルニェツキを呼び戻すが、チャルニェツキは負傷から感染を起こし、2月16日にリヴィウ近くのソコウフカで死去した。

## 死後

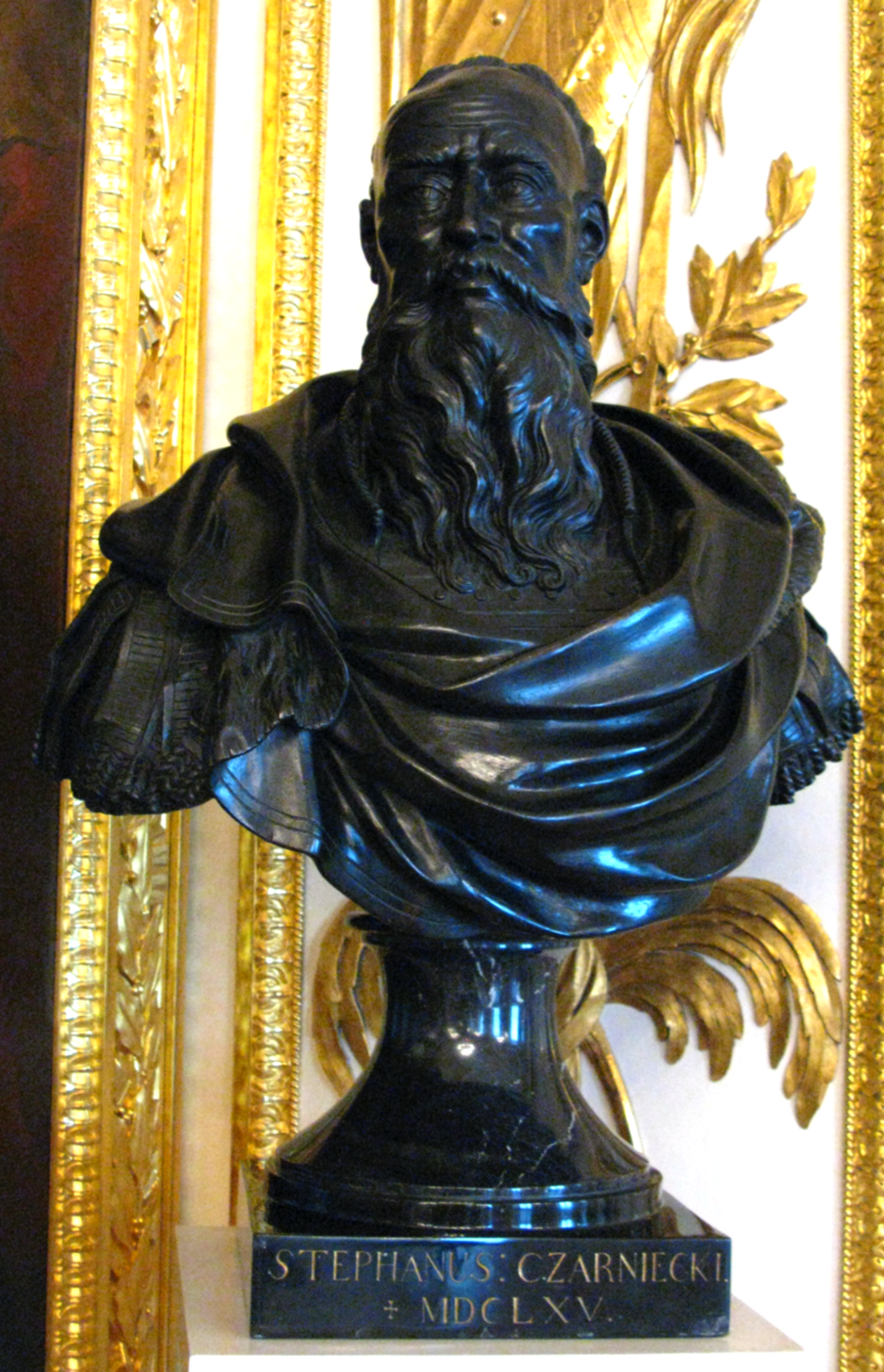
チャルニェツキの胸像、ワルシャワ王宮所蔵。

チャルニェツキはワルシャワで国葬された後、チャルンツァで建てた教会に埋葬された。遺産は甥のステファン・スタニスワフ・チャルニェツキが継承したものの、チャルニェツキ家は長続きせず、やがてその財産はブラニツキ家（波: Braniccy）の礎となった。
チャルニェツキはポーランドにおける優秀な軍事指揮官の1人とされる。歴史学者のレシェク・ポトホロデツキはチャルニェツキを一撃離脱戦法のポーランドにおける最良の使い手とし、同時代のポーランド軍指揮官のうち最も長く従軍し、大規模な戦闘に27回参加、うち17回は自ら指揮したと評価した。また、大洪水時代のスウェーデン軍を撃退するのに不可欠な指揮官とみられ、対露戦争でも成功を収めた。さらに、弱小貴族からヘトマンと裕福なマグナートまで成り上がることはそれまでの共和国で見られないことだった。
チャルニェツキは存命中にも詩歌で英雄として伝えられ、晩年には悪い噂もあったものの死後はほとんど伝えられなくなった。ポーランドにおける啓蒙時代にはスタニスワフ・レヴェラ・ポトツキ、フランチシェク・カルピンスキ（Franciszek Karpiński）、ユリアン・ウルスィン・ニェムツェヴィチ、フランチシェク・クサヴェルィ・ドモフスキ（Franciszek Ksawery Dmowski）などの詩人と作家がチャルニェツキに関する作品を創作した。そして、ミハウ・クライェフスキ（Michał Krajewski; 1746年 - 1817年）による伝記はチャルニェツキがポーランドを無政府状態と侵攻から救った英雄という伝説を不動なものにした。18世紀末のポーランド分割以降はチャルニェツキの伝説がさらに広く言い伝えられ、ポーランドにおけるロマン主義の時期には多くの芸術家がチャルニェツキを愛国のシンボルにした。例えば、ズィグムント・クラシンスキの『夜明け前』（波: Przedświt）という詩、ヘンリク・シェンキェヴィチの『三部作』（特に2作目にあたる『大洪水時代』）に登場した。
後にナポレオン戦争時代のポーランド人旅団の歌とポーランド国歌となる『ポーランドは未だ滅びず』も同時期（1797年）に作曲されたが、この歌はチャルニェツキが撤退中のスウェーデン軍をポメラニアとデンマークまで追撃し、特に全軍を率いてデンマークのアルス島に渡ったときの出来事を描写している。このように、チャルニェツキに関する史観は長らく聖人伝にも似たものだったが、ポーランド第二共和国の時期（1918年 - 1939年）になってより批判的な歴史研究が始まり、ヴワディスワフ・チャプリンスキ（Władysław Czapliński）はチャルニェツキが「本質的に兵士であり」、残忍や貪欲といった欠点も持ち合わせると述べた。現代の歴史学ではチャプリンスキ、スタニスワフ・ヘルプスト（Stanisław Herbst）、アダム・ケルステン、ズジスワフ・スピェラルスキの著作が取り上げられるが、ポトホロデツキはチャルニェツキがポーランドの歴史における重要人物であり、ポーランドの歴史学者の間で研究されているにもかかわらず、外国の歴史学者にはさほど興味を持たれていないとして、ヨーロッパ史では重要人物になっていないと結論付けた。

## 関連図書
- Adamski, Krzysztof. “W poniedziałek, 30 listopada br., w Gryfinie, z udziaem Biskupa Kopenhagi, miały miejsce uroczyste obchody 350. rocznicy przemarszu wojsk Stefana Czarnieckiego, które 7 października 1659 r., pod Gryfinem, przeprawiły się przez Odrę, powracając z Danii. Zobacz galeria zdjęć | Uroczystości 350. rocznicy przeprawy Hetmana Stefana Czarnieckiego pod Gryfinem | Portal Archidiecezji Szczecińsko-Kamieńskiej”.   Diecezja.szczecin.pl. 2012年6月22日閲覧。